# アーミー・ハマー
アーミー・ハマー（Armie Hammer, 1986年8月28日 - ）は、アメリカ合衆国の俳優。身長194cm。

## 人物
『ソーシャル・ネットワーク』での双子のウィンクルヴォス兄弟、『ローン・レンジャー』でのジョン・リード / ローン・レンジャー、『コードネーム U.N.C.L.E.』でのイリヤ・クリヤキン、『ALONE/アローン』でのマイク、そして、『君の名前で僕を呼んで』のオリヴァー役で知られている。
『J・エドガー』のクライド・トルソン役でSAG賞にノミネートされた。

## 経歴
カリフォルニア州サンタ・モニカで、父のマイケル・アーマンド・ハマー (Michael Armand Hammer) と、母のドルー・アン (Dru Ann) の間の長男として生まれた。家族は他に、弟のヴィクター (Viktor) がいる。
父は"Armand Hammer Foundation"のCEOであり、ドリーム・センターおよび"Knoedler & Hammer Galleries"の取締役である。また、曾祖父は石油王のアーマンド・ハマー（ロシア系ユダヤ人家系）で、祖父はジュリアン・アーマンド・ハマーである。
母のドルー・アンはオクラホマ州タルサ出身で、父方の祖母はテキサス州出身である。ハマーの出自は、東欧系ユダヤ人、ドイツ人、イギリス人、スコットランド系/北アイルランド系アイルランド人、スコットランド人、ロシア人、ポーランド人、デンマーク人、スイス人(Swiss-German)、ギリシャ人と多数あるが、さらに、2013年"Ancestry.com"の研究で、8代前の曽祖父はチェロキー族の長"Kanagatucko"であるとの発表があった。ハマー本人は出自を、半分ユダヤ人と表現している。
ハイランド・パークで数年間生活していたが、1993年、ハマーが7歳のときに一家はケイマン諸島に住所を移し5年間居住していた。学校は、ケイマン諸島のフォークナーズ・アカデミー、GCA（父により創設された）に通学していた。
後に、一家でL.A.に移ったため、サン・フェルナンド・ヴァレーのハイ・スクールLABに転校した。6th-grade(小学6年生相当)で、『アニー』のルースター・ハニガン役をステージで演じたのが俳優としてのデビューであった。
両親の反対があったが、11th-Grade（高校2年生相当）でハイ・スクールを中断し、演劇学校や芸術学校に通いながら、エージェントと契約して俳優としてのキャリアを優先した。
その後、両親を安心させるため、パサデナ・シティ・カレッジとUCLAのコースを取得した。
2008年のインタヴューで、ハマーは、宗教的信条について、「自分自身のスピリチュアル・ライフがあって、それをとても大事にしている」と話している。
2021年、ハマーがレイプやカニバリズムといった過激な性的願望のDMを複数の交際相手に送っていたことが告発された。騒動を受け、所属するタレントエージェンシーのWMとの契約が解除されたほか、出演予定であった複数の作品が降板となった。

## キャリア
ハマーは、『ヴェロニカ・マーズ』、『ゴシップガール』、『REAPER デビルバスター』、『デスパレートな妻たち』といったTVシリーズに出演した後、2008年10月に初公開された映画『Billy: The Early Years』において、キリスト教宣師のビリー・グレアムを演じた。
この映画の出演により、ハマーは「信仰と価値賞」（"Faith and Values Award"）の「恩寵賞」（"Grace Award"）のカテゴリーでノミネートされた。これはクリスチャンの観点から見て、映画やTVで最も印象的なパフォーマンスに授与される賞である。
また、シアトル国際映画祭で初公開された、カート・ヴォネガット・ジュニアの短編小説『ハリスン・バージロン』が原作の、ショート・フィルム『2081』でハリスン・バージロンを演じた。
2007年、映画監督ジョージ・ミラーに指名され、長い審査の末に『Justice League: Mortal』でブルース・ウェイン / バットマン役に決まったが、未製作に終わった。この作品の別のヴァージョンが2017年に公開された『ジャスティス・リーグ』である。
2010年、"Facebook"の創設を描いたデイヴィッド・フィンチャー監督の映画、『ソーシャル・ネットワーク』に出演し、ハマーはジョシュ・ペンスとともに双子のキャメロンとテイラー・ウィンクルヴォスを演じた。撮影後はペンスが演じたテイラーにCGIでハマーの顔が貼りつけられている。ハマーはボート競技のチャンピオンである双子を演じるために、ボートの両側を漕ぐ技術を習得しなければならなかった。
ハマーの次の作品は、クリント・イーストウッド監督の『J・エドガー』で、クライド・トルソン役で出演した。この作品は、ジョン・エドガー・フーヴァーについでのドラマであった。また、ジュリア・ロバーツやリリー・コリンズと共に2012年の映画『白雪姫と鏡の女王』に、アルコット王子役で出演した。そして、『ザ・シンプソンズ』のエピソード「The D'oh-cial Network」にウィンクルヴォス兄弟の声で出演した。
WXYZ局による放送、映画、TVシリーズの『ローン・レンジャー』から派生した、2013年の『ローン・レンジャー』が製作された。ハマーはこの作品に、トント役を演じたジョニー・デップとの共演で、ジョン・リード / ローン・レンジャー役で出演した。また、1960年代のTVシリーズ『0011ナポレオン・ソロ』を、ガイ・リッチー監督が2015年に『コードネーム U.N.C.L.E.』として映画化した作品に、ナポレオン・ソロ役のヘンリー・カヴィルと共にイリヤ・クリヤキン役で出演した。
ハマーは、2016年公開の作品、トム・フォード監督の『ノクターナル・アニマルズ』にアンサンブルで出演した。また、ベン・ウィートリー監督の『フリー・ファイヤー』にオード役で、『ALONE/アローン』にマイク・スティーヴンス役で出演した。
ティモシー・シャラメ、マイケル・スタールバーグと共に、ルカ・グァダニーノ監督の『君の名前で僕を呼んで』にオリヴァー役で出演した。アンドレ・アシマンの小説が原作によるもので、2017年のサンダンス映画祭で初公開された。この映画のオリヴァー役でハマーは放送映画批評家協会賞とインディペンデント・スピリット賞、そしてゴールデン・グローブ賞の助演男優賞にノミネートされた。
2018年に公開された作品、最高裁判事のルース・ベイダー・ギンズバーグの夫マーティン・D・ギンズバーグ役で『ビリーブ 未来への大逆転』に、SF/コメディーの『ホワイト・ボイス』に、ムンバイ同時多発テロに関係したスリラーの『ホテル・ムンバイ』に出演している。またハマーは、2018年6月29日から"Second Stage Theater"で上演される、劇作品、『Straight White Men』への出演が3月に発表された。ハマーはドルー役で、エド役のトム・スケリットと共演予定である。

## 私生活

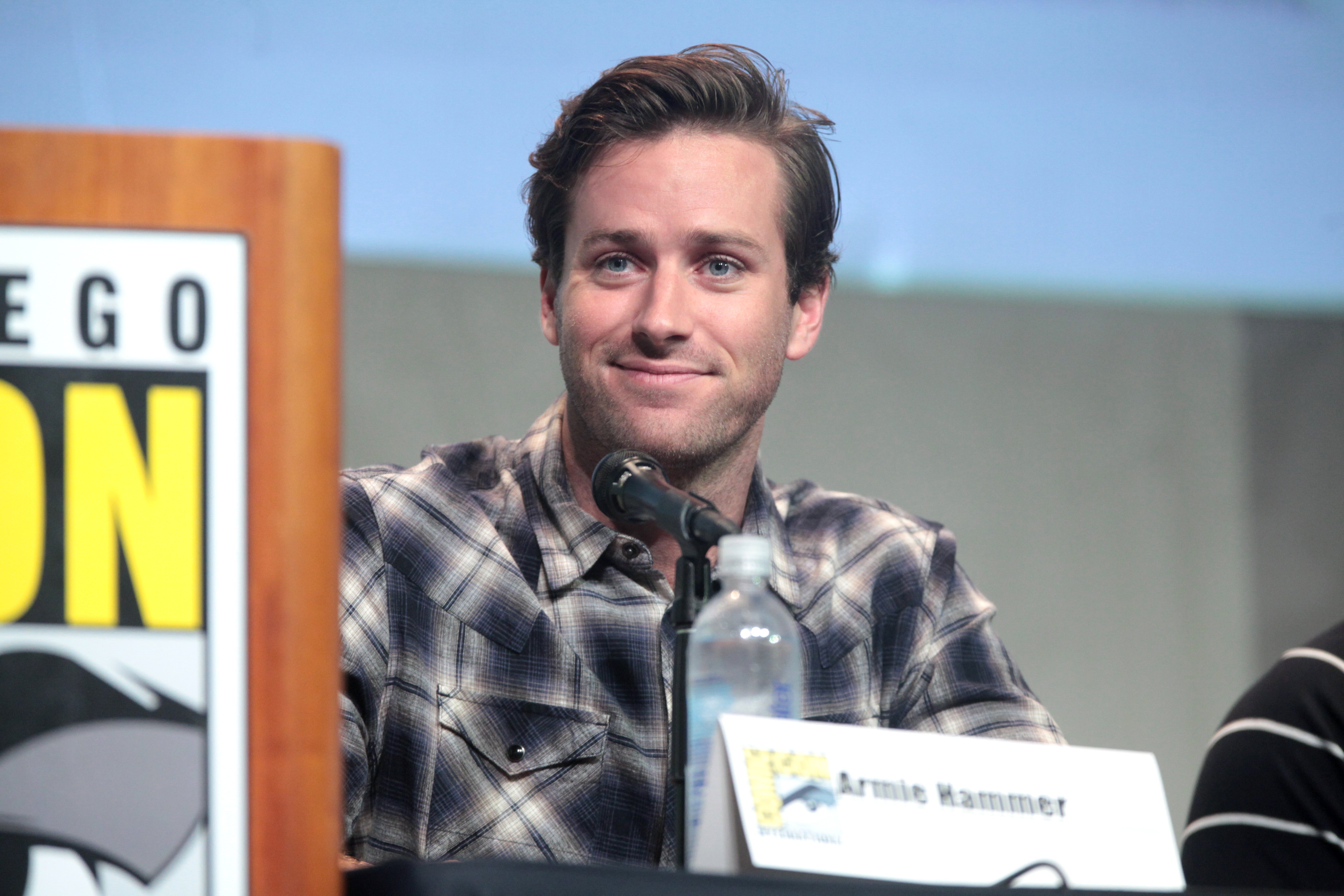
コミコン・インターナショナルにて（2015年）

友人のTyler Ramseyの紹介で知り合った、TVパーソナリティーのエリザベス・チェンバースと2010年5月22日に結婚した。その結婚式は、Town＆Country誌の2011年1月号に掲載された。
2014年12月1日に生まれた娘ハーパー・ハマー (Harper Hammer) と、2017年1月19日に生まれた息子フォード・ダグラス・アーマンド・ハマー (Ford Douglas Armand Hammer) の、2人の子供がいる。

## フィルモグラフィ

### 映画

#### 劇場公開映画
| 年   | 題名                                                       | 役名                                                      | 備考               | 吹き替え           |
| ---- | ---------------------------------------------------------- | --------------------------------------------------------- | ------------------ | ------------------ |
| 2006 | マイ・フレンド・フリッカ Flicka                            | 男性監督生                                                |                    |                    |
| 2008 | パニック・エレベーター Blackout                            | トミー                                                    | 日本劇場未公開     | 川島得愛           |
| 2008 | Billy: The Early Years                                     | Billy Graham                                              |                    | N/A                |
| 2009 | スプリング・ブレイクダウン Spring Breakdown                | アバクロンビーのモデル                                    | 日本劇場未公開     | （吹き替え版なし） |
| 2009 | The Last Hurrah                                            | Skateboarder                                              |                    | N/A                |
| 2010 | ソーシャル・ネットワーク The Social Network                | キャメロン・ウィンクルヴォス / タイラー・ウィンクルヴォス | 四宮豪             |                    |
| 2011 | J・エドガー J. Edgar                                       | クライド・トルソン                                        | 川中子雅人         |                    |
| 2012 | 白雪姫と鏡の女王 Mirror Mirror                             | アルコット王子                                            | 玉木雅士           |                    |
| 2013 | ローン・レンジャー The Lone Ranger                         | ジョン・リード / ローン・レンジャー                       | 相原嵩明           |                    |
| 2015 | アントラージュ★オレたちのハリウッド:ザ・ムービー Entourage | 本人役                                                    | カメオ出演         |                    |
| 2015 | コードネーム U.N.C.L.E. The Man from U.N.C.L.E.            | イリヤ・クリヤキン                                        |                    | 宮内敦士           |
| 2016 | バース・オブ・ネイション The Birth of a Nation             | サミュエル・ターナー                                      | 家中宏             |                    |
| 2016 | ノクターナル・アニマルズ Nocturnal Animals                 | ハットン・モロー                                          | 井上悟             |                    |
| 2016 | フリー・ファイヤー Free Fire                               | オード                                                    | 川原元幸           |                    |
| 2016 | ALONE/アローン Mine                                        | マイク                                                    | 津田健次郎         |                    |
| 2017 | 君の名前で僕を呼んで Call Me by Your Name                  | オリヴァー                                                | 津田健次郎         |                    |
| 2017 | ジャコメッティ 最後の肖像 Final Portrait                   | ジェームズ・ロード                                        | （吹き替え版なし） |                    |
| 2017 | カーズ/クロスロード Cars 3                                 | ジャクソン・ストーム                                      | 声の出演           | 藤森慎吾           |
| 2018 | ホテル・ムンバイ Hotel Mumbai                              | デヴィッド                                                |                    | 星野貴紀           |
| 2018 | ホワイト・ボイス Sorry to Bother You                       | スティーヴ・リフト                                        | 日本劇場未公開     | 中谷一博           |
| 2018 | ビリーブ 未来への大逆転 On the Basis of Sex                | マーティン・D・ギンズバーグ                               |                    | （吹き替え版なし） |
| 2019 | ワウンズ: 呪われたメッセージ Wounds                        | ウィル                                                    | 川原元幸           |                    |
| 2020 | レベッカ Rebecca                                           | マキシム・ド・ウィンター                                  | てらそままさき     |                    |
| 2021 | クライシス Crisis                                          | ジェイク・ケリー                                          | 日本劇場未公開     | 津田健次郎         |
| 2022 | ナイル殺人事件 Death on the Nile                           | サイモン・ドイル                                          |                    | 津田健次郎         |
| TBA  | Frontier Crucible                                          | TBA                                                       | 撮影中             |                    |
| TBA  | Citizen Vigilante                                          | サンダース                                                | 撮影中             |                    |

#### テレビ映画
| 年   | 題名                | 役名       | 備考     |
| ---- | ------------------- | ---------- | -------- |
| 2014 | Stan Lee's Mighty 7 | Strong Arm | 声の出演 |

### 短編映画
| 年   | 題名            | 役名              | 備考     |
| ---- | --------------- | ----------------- | -------- |
| 2009 | 2081            | Harrison Bergeron |          |
| 2012 | The Polar Bears | Zook              | 声の出演 |
| 2020 | Query           | Jim               |          |

### テレビ
| 年   | 題名                                                                   | 役名                                                      | 備考                                                      | 吹き替え           |
| ---- | ---------------------------------------------------------------------- | --------------------------------------------------------- | --------------------------------------------------------- | ------------------ |
| 2005 | アレステッド・ディベロプメント Arrested Development                    | 生徒2                                                     | 第2シーズン第14話「ジョージ・マイケルを生徒会長に！」     |                    |
| 2006 | ヴェロニカ・マーズ Veronica Mars                                       | カート                                                    | 第3シーズン第3話「不義と詐欺」                            |                    |
| 2007 | デスパレートな妻たち Desperate Housewives                              | バレット                                                  | 第4シーズン第8話「過去の亡霊」                            | 加瀬康之           |
| 2009 | REAPER デビルバスター Reaper                                           | モーガン                                                  | 計6話出演                                                 |                    |
| 2009 | ゴシップガール Gossip Girl                                             | ゲイブリエル・エドワーズ                                  | 計4話出演                                                 |                    |
| 2010 | The Etiquette Ninjas                                                   | -                                                         | (Video)                                                   | N/A                |
| 2012 | ザ・シンプソンズ The Simpsons                                          | キャメロン・ウィンクルヴォス / タイラー・ウィンクルヴォス | 声の出演 第23シーズン第11話「ドウッシャル・ネットワーク」 | （吹き替え版なし） |
| 2012 | アメリカン・ダッド American Dad!                                       | レンタカー店員                                            | 声の出演 第7シーズン第12話「The Wrestler't」              | （吹き替え版なし） |
| 2018 | Last Week Tonight with John Oliver                                     | 本人（ゲスト）                                            | 計1話出演                                                 | N/A                |
| 2019 | ランニング・ワイルド with ベア・グリルス Running Wild with Bear Grylls | 本人（ゲスト）                                            | 第5シーズン第5話「アーミー・ハマーとサルデーニャ島へ」    | 津田健次郎         |
| 2020 | 僕らのままで/WE ARE WHO WE ARE We Are Who We Are                       | Cafeteria worker                                          | 第6話「Right here, right now #6」                         | （吹き替え版なし） |

## コンピュータゲーム
| 年度      | 題名                                                                                      | 役名                                                          | 備考 |
| --------- | ----------------------------------------------------------------------------------------- | ------------------------------------------------------------- | ---- |
| 2013–2015 | ディズニー インフィニティ プレイセット・パック :ローン・レンジャー Disney Infinity Series | ジョン・リード / ローン・レンジャー John Reid/The Lone Ranger |      |
| 2017      | カーズ3 勝利への道 Cars 3: Driven to Win                                                  | ジャクソン・ストーム Jackson Storm                            |      |

## シアター
| 上演年 | 題名               | 役名   | 備考                 |
| ------ | ------------------ | ------ | -------------------- |
| 2018   | Straight White Men | ドルー | Second Stage Theater |

## 受賞とノミネーション
| 年度 | 賞の名称                                 | カテゴリー                                                   | 作品名                   | 結果       | (注)   |
| ---- | ---------------------------------------- | ------------------------------------------------------------ | ------------------------ | ---------- | ------ |
| 2010 | ハリウッド国際映画祭賞                   | Ensemble of the Year                                         | ソーシャル・ネットワーク | 受賞       |        |
| 2010 | トロント映画批評家協会賞                 | Best Supporting Actor                                        | ソーシャル・ネットワーク | 受賞       | [ 35 ] |
| 2010 | シカゴ映画批評家協会賞                   | Most Promising Performer                                     | ソーシャル・ネットワーク | ノミネート | [ 36 ] |
| 2010 | ワシントンD.C.映画批評家協会賞           | Best Ensemble                                                | ソーシャル・ネットワーク | ノミネート |        |
| 2011 | 放送映画批評家協会賞                     | Best Acting Ensemble                                         | ソーシャル・ネットワーク | ノミネート | [ 37 ] |
| 2011 | SAG賞                                    | Outstanding Performance by a Cast in a Motion Picture        | ソーシャル・ネットワーク | ノミネート | [ 38 ] |
| 2011 | ダラス・フォート・ワース映画批評家協会賞 | Best Supporting Actor                                        | J・エドガー              | ノミネート | [ 39 ] |
| 2011 | ヒューストン映画批評家協会賞             | Best Supporting Actor                                        | J・エドガー              | ノミネート |        |
| 2012 | SAG賞                                    | Outstanding Performance by a Male Actor in a Supporting Role | J・エドガー              | ノミネート | [ 40 ] |
| 2017 | シカゴ映画批評家協会賞                   | Best Supporting Actor                                        | 君の名前で僕を呼んで     | ノミネート |        |
| 2017 | サン・フランシスコ映画批評家協会賞       | Best Supporting Actor                                        | 君の名前で僕を呼んで     | ノミネート |        |
| 2017 | ワシントンD.C.映画批評家協会賞           | Best Supporting Actor                                        | 君の名前で僕を呼んで     | ノミネート | [ 41 ] |
| 2017 | ヴァンクーヴァー映画批評家協会賞         | Best Supporting Actor                                        | 君の名前で僕を呼んで     | ノミネート |        |
| 2018 | AACTA賞                                  | Best Supporting Actor                                        | 君の名前で僕を呼んで     | ノミネート |        |
| 2018 | 放送映画批評家協会賞                     | Best Supporting Actor                                        | 君の名前で僕を呼んで     | ノミネート | [ 42 ] |
| 2018 | エンパイア賞                             | Best Actor                                                   | 君の名前で僕を呼んで     | 未決定     | [ 43 ] |
| 2018 | ゴールデン・グローブ賞                   | Best Supporting Actor – Motion Picture                       | 君の名前で僕を呼んで     | ノミネート |        |
| 2018 | サテライト賞                             | Best Supporting Actor                                        | 君の名前で僕を呼んで     | ノミネート | [ 44 ] |
| 2018 | インディペンデント・スピリット賞         | Best Supporting Male                                         | 君の名前で僕を呼んで     | ノミネート | [ 45 ] |

## 日本語吹き替え
『君の名前で僕を呼んで』以降、津田健次郎が大半の作品で担当している。
このほかにも、川原元幸、宮内敦士、相原嵩明、四宮豪、星野貴紀なども声を当てている。